# Waiporia chathamensis
Waiporia chathamensis är en spindelart som beskrevs av Forster och Norman I. Platnick 1985. Waiporia chathamensis ingår i släktet Waiporia och familjen Orsolobidae.
Artens utbredningsområde är Chathamöarna. Inga underarter finns listade i Catalogue of Life.